# Двоякірна бухта
Двоякірна бухта — невелика затока в акваторії Чорного моря на південь від м. Феодосії, між мисом Іллі та півостровом Кіїк-Атлама.
Ширина близько 7,5 км. Береги бухти переважно високі й обривисті. З півночі бухту огинає хребет Тепе-Оба висотою до 289 м; від перешийку, що з'єднує мис Кіїк-Атлама з материком, у північно-західному напрямку тягнеться високий хребет Буюк-Янишар. Між хребтами до бухти веде долина, по якій навесні до моря стікають талі води та опади з гір.
Походження назви бухти до кінця не встановлено. За однією з версій — через сильні зимові шторми, венеційські кораблі були змушені кидати одночасно два якорі, щоб утриматися на місці.

## Цікаві факти
У 1784 році в бухті розміщувалася Двоякірна артилерійська батарея. На березі бухти знаходилася дача відомого російського інженера-кораблебудівника Г. І. Бубнова. Навколо неї виникло невелике дачне селище російської інтелігенції Бубнівка. На дні бухти лежить кілька кораблів. Серед них німецька швидкохідна баржа F-334A, що затонула у вересні 1942 року.